# فيليب ماكس
فيليب ماكس (بالألمانية: Philipp Max)‏ (30 سبتمبر 1993 ألمانيا - ) هو لاعب كرة قدم ألماني، يلعب كمدافع، والده هو لاعب الكرة السابق مارتن ماكس.

## وصلات خارجية
فيليب ماكس على موقع الاتحاد الدولي (مؤرشف)  (الإنجليزية)
- فيليب ماكس على موقع الاتحاد الأوربي (الإنجليزية)
- فيليب ماكس على موقع قاعدة بيانات كرة القدم.إي يو (الإنجليزية)
- فيليب ماكس على موقع بيانات كرة القدم. دي إي (الألمانية)
- فيليب ماكس على موقع ناشيونال فوتبول تيمز (الإنجليزية)
- فيليب ماكس على موقع Soccerway.com (الإنجليزية)
- فيليب ماكس على موقع عالم كرة القدم.نت (الإنجليزية)
- فيليب ماكس على موقع أوليمبيديا (الإنجليزية)
- فيليب ماكس على موقع اللجنة الأولمبية الألمانية (الألمانية)
- فيليب ماكس على موقع AS.com (الإسبانية)